# Jim Lea
James Whild Lea (Wolverhampton; 14 de junio de 1949), popularmente conocido como Jim Lea, es un músico y compositor británico, notable por su participación como bajista, tecladista y violinista de la banda de glam rock Slade, y por coescribir la mayoría de sus canciones junto al cantante Noddy Holder. También formó parte de la agrupación The Dummies y grabó música como solista.

## Discografía

### Slade
- Beginnings (como Ambrose Slade, 1969)
- Play It Loud (1970)
- Slayed? (1972)
- Old New Borrowed and Blue (1974)
- Slade in Flame (1974)
- Nobody's Fools (1976)
- Whatever Happened to Slade (1977)
- Return to Base (1979)
- We'll Bring the House Down (1981)
- Till Deaf Do Us Part (1981)
- The Amazing Kamikaze Syndrome (1983)
- Rogues Gallery (1985)
- Crackers - The Christmas Party Album (1985)
- You Boyz Make Big Noize (1987)

### Otros
- 1991 The Dummies – A Day in the Life of the Dummies
- 2007 James Whild Lea – Therapy
- 2007 Jim Lea – Replugged